# Ghetto de Cracovie

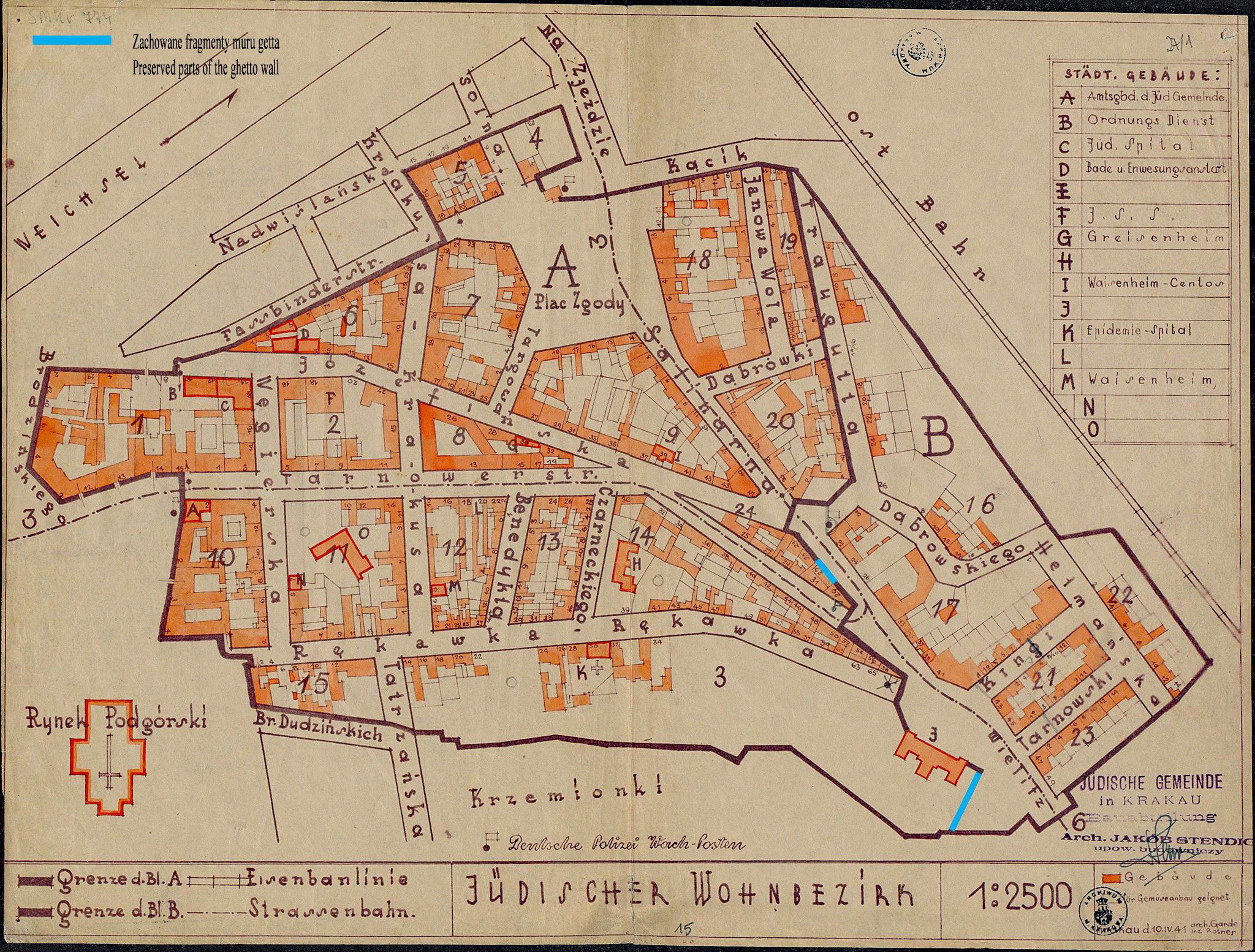
Plan du ghetto, fragments conservés du mur du ghetto

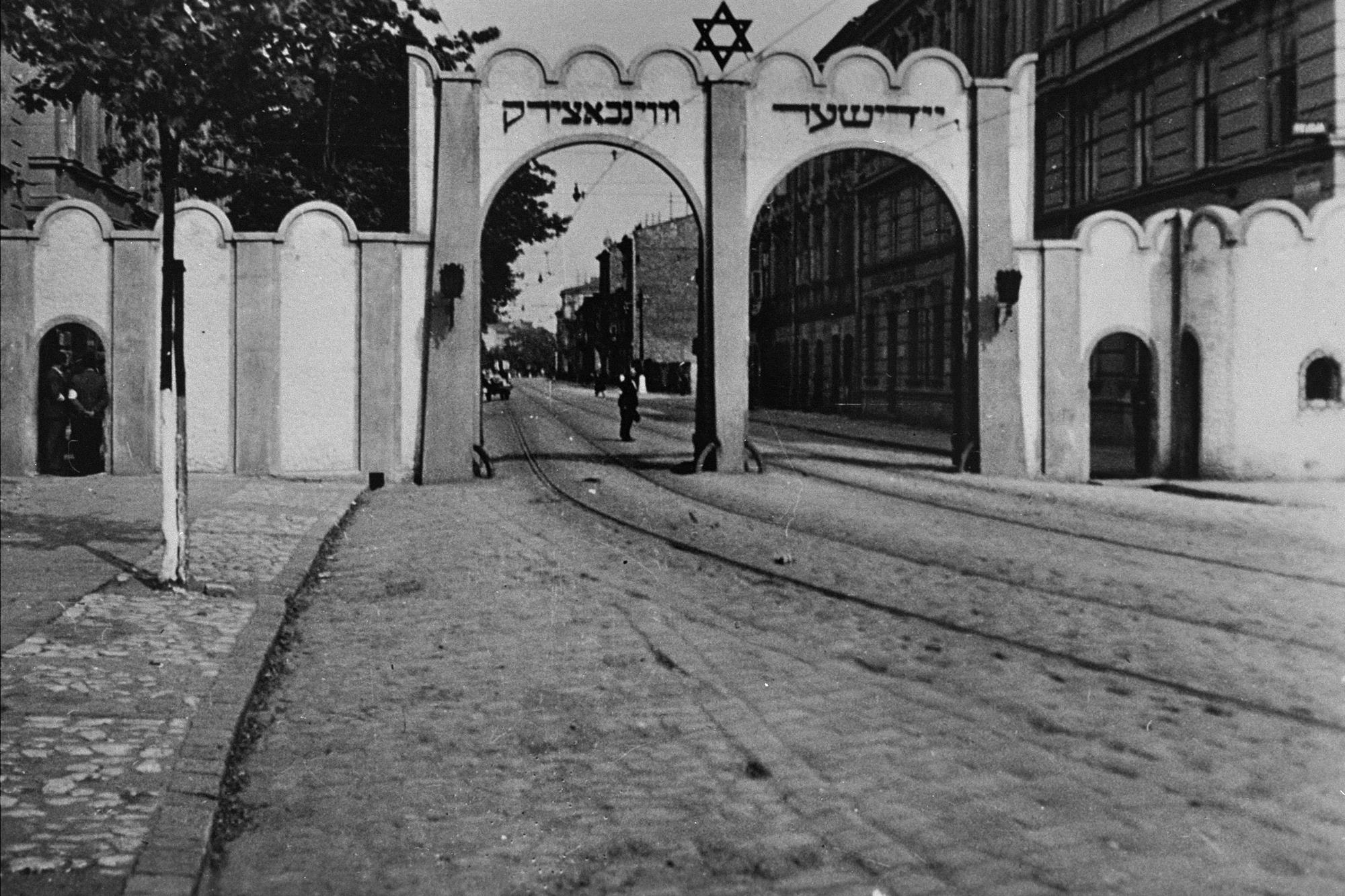
Une des entrées du ghetto, 1941.

Le ghetto juif de Cracovie en Pologne était l'un des cinq principaux ghettos créés par le Troisième Reich dans le Gouvernement général en Pologne occupée, lors de la Shoah polonaise pendant la Seconde Guerre mondiale. Des tsiganes y ont été également déplacés.

## Histoire
Des Juifs habitent à Cracovie depuis le début du XIIIe siècle.
Avant la guerre, Cracovie était un centre culturel influent et 60 000 à 80 000 Juifs y résident, selon les recensements de l'époque. Ils habitent majoritairement dans le quartier de Kazimierz où ils cohabitaient notamment avec des Cracoviens catholiques.
À la veille de la guerre, le nombre de Juifs s'élève à 56 000 personnes sur environ 250 000 habitants, soit près d'un quart de la population totale de la ville.

### Contexte

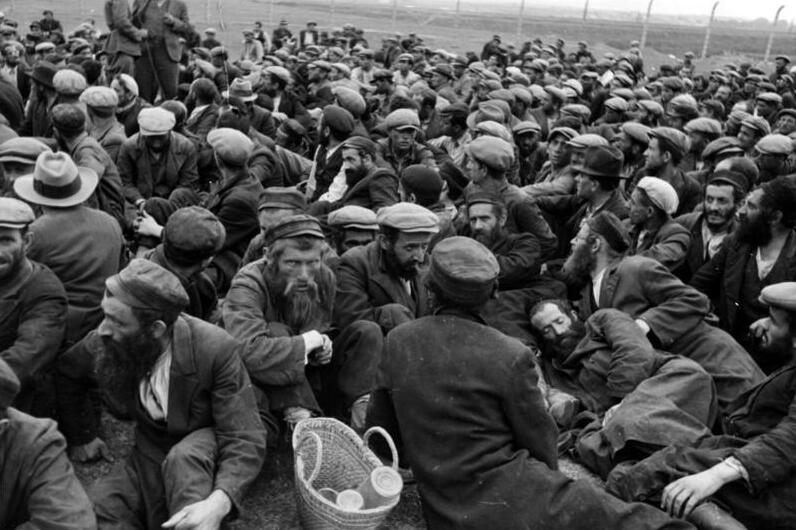
Juifs rassemblés par les Nazis dans la région de Cracovie, destinés à être travailleurs forcés, fin 1939

Les persécutions de la population juive de Cracovie commencent immédiatement après l'entrée des troupes allemandes dans la ville, le 6 septembre 1939. Les Juifs sont stigmatisés, isolés et exploités : ils reçoivent l'ordre de se présenter au travail forcé ce même mois de l'année ; en novembre, ils doivent former un conseil juif (Judenrat) et tous les Juifs de plus de douze ans doivent porter un brassard blanc avec l'étoile de David imprimée en bleue ; de janvier à mars 1940, ils ont l'ordre de déclarer leurs biens et de septembre 1940 à mars 1941, de se regrouper dans des ghettos.
Dès novembre 1939, les synagogues de tout Cracovie sont fermées et tous leurs objets de culte ou de valeur confisqués par les autorités nazies,.
À cette date, la population juive de Cracovie atteint environ 70 000 personnes ; « cette augmentation s'explique par l'arrivée de Juifs expulsés ou fuyant les campagnes et par les déportations vers l'est des Juifs du district de Wartheland ».
Cracovie est devenue la capitale du gouvernement général (la partie de la Pologne occupée qui n'est pas directement incorporée à l'Allemagne), et en mai 1940, l'autorité d'occupation allemande dirigée par le gouverneur général nommé par Adolf Hitler, Hans Frank, ancien conseiller juridique du parti nazi, annonce que Cracovie devrait devenir la ville la plus « racialement propre » du gouvernement général qui veut y établir des quartiers « purement allemands ». Frank installe son quartier général au château du Wawel à Cracovie. Il est secondé par le général SS Friedrich-Wilhelm Krüger, chef de la SS et de la police. De 1942 à 1945, plusieurs responsables nazis se succèdent : le Major-général SS Otto Wächter, le Major-général SS Richard Wendler, le lieutenant général SS Karl Zech, le colonel SS Julian Scherner, le général SS Théobald Thier ou le lieutenant colonel SS Max Grosskopf. 

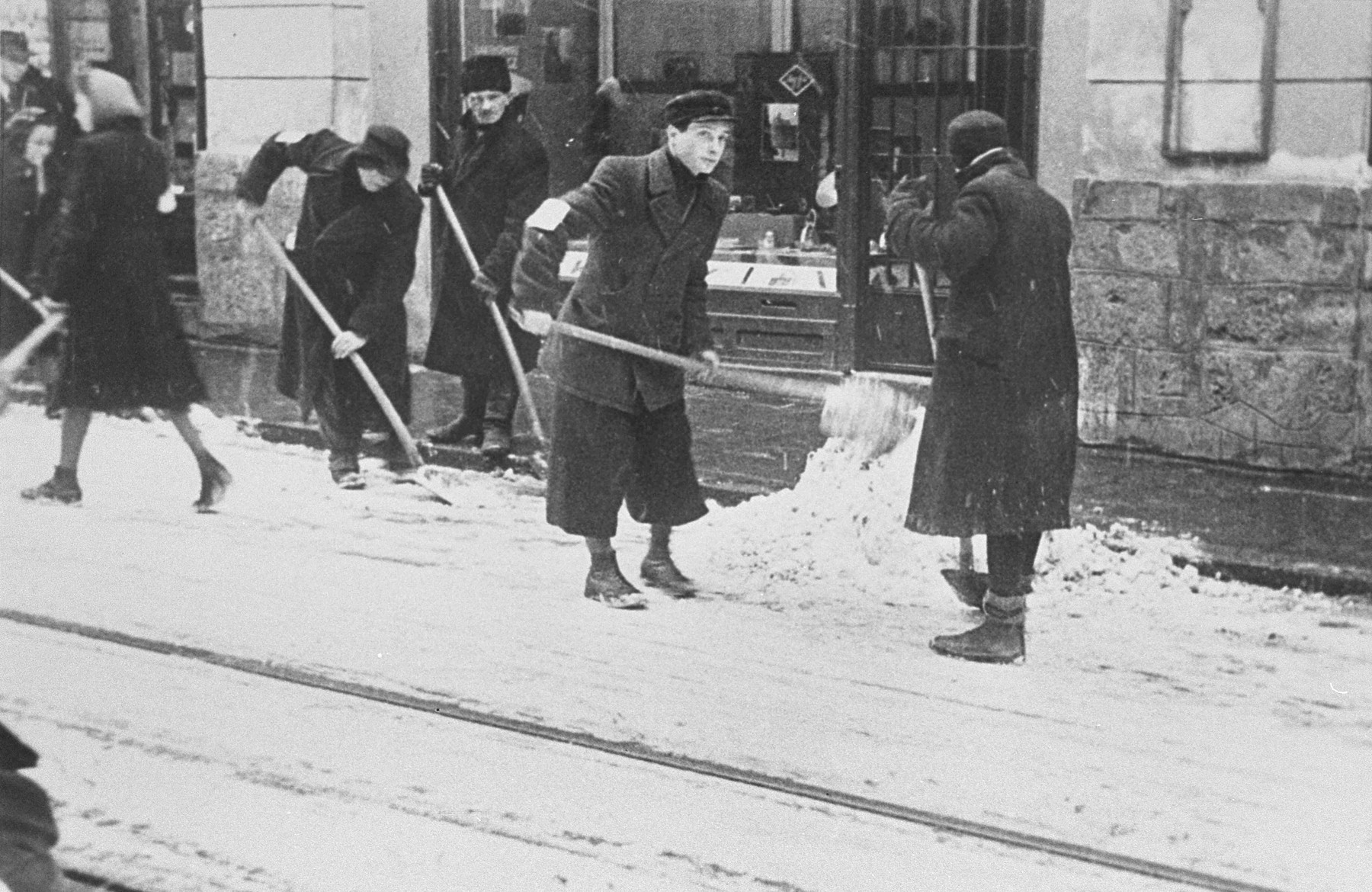
Juifs forcés à déblayer la neige des rues de Cracovie, v. 1940

Des déportations massives de Juifs de la ville s'ensuivent, d'abord de mai 1940 au 15 août 1940, avec un programme de 23 000 « expulsions volontaires », suivi d'un autre d'expulsions obligatoires. Sur plus de 68 000 Juifs à Cracovie au moment de l'invasion allemande, seuls 15 000 travailleurs et leurs familles sont autorisés à rester. Le 25 novembre 1940, l'ordre pour la déportation des Juifs du district municipal de Cracovie est annoncé, stipulant qu'aucun autre Juif n'était autorisé à entrer dans la ville de Cracovie. Tous les autres Juifs sont expulsés de la ville pour être réinstallés dans les zones rurales environnantes du gouvernement général, lieux choisis par les autorités. Les Juifs forcés de partir ne sont autorisés à emporter que 25 kg de leurs biens, et le reste est confisqué par l'Office de fiducie allemand (Treuhandstelle). Certains Juifs sont réinstallés dans le ghetto voisin de Brzesko. Le 4 décembre 1940, 43 000 Juifs sont donc expulsés de Cracovie, tant volontairement qu'involontairement. Ceux qui résident encore à Cracovie à cette époque sont jugés « économiquement utiles » et ils doivent obtenir un permis de séjour qui est « renouvelé chaque mois ».

### Formation du ghetto
Sur ordre de l'Autrichien Otto Wächter, les Nazis créent à partir du 3 mars 1941 le ghetto de Cracovie en dehors du quartier historique juif de Kazimierz, sur l'autre rive de la Vistule, à Podgórze, une banlieue au sud vidée à cet effet de la quasi-totalité de ses résidents non-Juifs (3 000 personnes) pour laisser la place avant la fin mars à plus de 15 000 nouveaux occupants qui doivent s'y entasser. En conséquence, un appartement est attribué à quatre familles juives et de nombreuses personnes moins fortunées doivent vivre dans la rue. Hans Frank croyait que Kazimierz était plus important pour l'histoire de Cracovie, et voulait préserver ce quartier de la présence juive pour « la santé publique et l'ordre »,. En tout, 45 000 Juifs seraient passés dans le ghetto durant ses deux années d'existence.

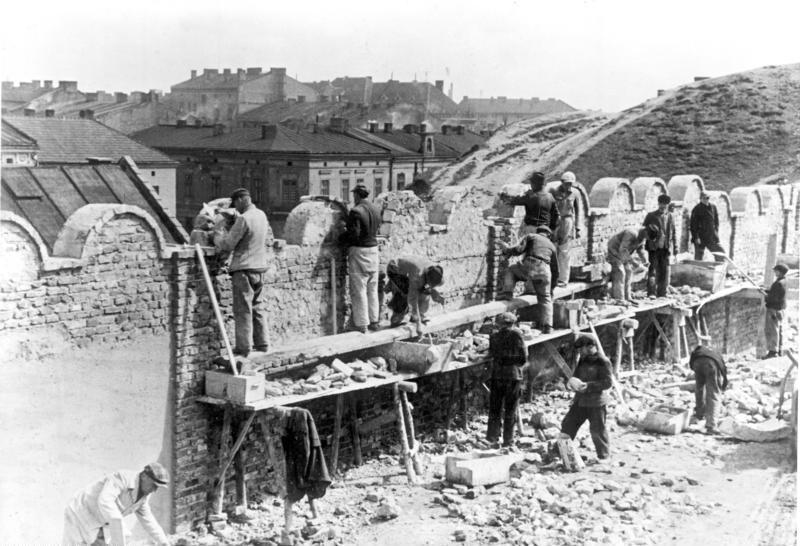
Construction d'un mur du ghetto, en forme de pierres tombales, par des travailleurs forcés juifs, mai 1941

Le ghetto est gardé par la police allemande (Schutzpolizei), la police polonaise et la police juive (Jüdischer Ordnungsdienst – OD), mais la seule force de police à l'intérieur du ghetto est la police juive. Avec la formation du ghetto, l'OD a son bureau établi au 37 rue Józefińska à Podgórze.
En avril 1941, le ghetto est entouré d'un mur de barbelés et de pierre ; les pierres utilisées sont conçues pour ressembler à des pierres tombales mais comprennent également « des monuments juifs et des pierres tombales du cimetière »,. Le mur du ghetto est construit en utilisant le travail forcé juif. Toutes les fenêtres et portes qui s'ouvrent du côté « aryen » sont condamnées à être murées,.
Le ghetto est accessible par trois entrées : une près du marché de Podgórze, de la rue Limanowskiego et de la place Zgody. C'est un ghetto fermé, ce qui signifie qu'il était physiquement fermé et que son accès était restreint. Le tramway le traverse mais jamais ne s'y arrête. Dans d'autres zones occupées par les Allemands, des ghettos ouverts et ghettos de destruction existaient. Les déplacements à l'intérieur et à l'extérieur du ghetto sont restreints et les Juifs travaillant à l'extérieur du ghetto doivent avoir les documents appropriés pour circuler ; les Juifs devaient « ... obtenir les timbres appropriés pour le Kennkarten [cartes d'identité]... » auprès du Bureau du travail (Arbeitsamt).
Le 15 octobre 1941, un décret du gouverneur général est promulgué stipulant que les Juifs trouvés à l'extérieur de « leur zone résidentielle désignée seront punis de mort ». La punition s'applique aussi à toute personne trouvée en train d'aider des Juifs.
Dans ce ghetto, les Nazis font bâtir plusieurs usines et ateliers - dont les usines textiles Optima et Madritsch (en) - où des Juifs sont là encore astreints au travail forcé. La fabrique d'émail d'Oskar Schindler, qui parvint à sauver une partie de ses travailleurs (La liste de Schindler), se situe un peu plus à l'est, en dehors des limites du ghetto car des centaines de Juifs sont également employés dans des usines et des chantiers à l'extérieur du ghetto ; parmi ces entreprises, outre celle de Schindler, la Deutsche Emailwarenfabrik située à Podgorze (délocalisée plus tard à Plaszow) ou l'entreprise Siemens.
À partir de novembre 1941, la zone qui englobe le ghetto de Cracovie ne cesse d'être réduite, alors que la population du ghetto augmente parce que les nazis exigent que les résidents juifs des 29 villages voisins y emménagent. La taille du ghetto est réduite à nouveau en juin 1942 et ces réductions sont associées à la déportation des Juifs, y compris vers le camp d'extermination de Bełżec. Les appartements des Juifs, qui ne font plus partie du ghetto, sont libérés, leurs biens sont volés et les unités sont réaffectées.
En décembre 1942, le ghetto de Cracovie est divisé en deux parties : le ghetto « A » destiné aux personnes qui travaillent et le ghetto « B » destiné à tous les autres. Cette division a été planifiée en pensant aux futures liquidations du ghetto.
Les jeunes du mouvement de jeunesse sioniste Akiva publient un bulletin clandestin, HeHaluc HaLohem (« Le pionnier des combats »), et s'associent à d'autres sionistes pour former une branche locale de l'Organisation juive de combat (ZOB, polonais : Żydowska Organizacja Bojowa), et organisent la résistance dans le ghetto, soutenue par le mouvement polonais Armia Krajowa. Le groupe mène diverses activités de résistance, notamment le bombardement du café Cyganeria où se rassemblent des officiers nazis. Contrairement au ghetto de Varsovie, leurs efforts n'ont pas conduit à un soulèvement général avant la liquidation du ghetto.

### Liquidation

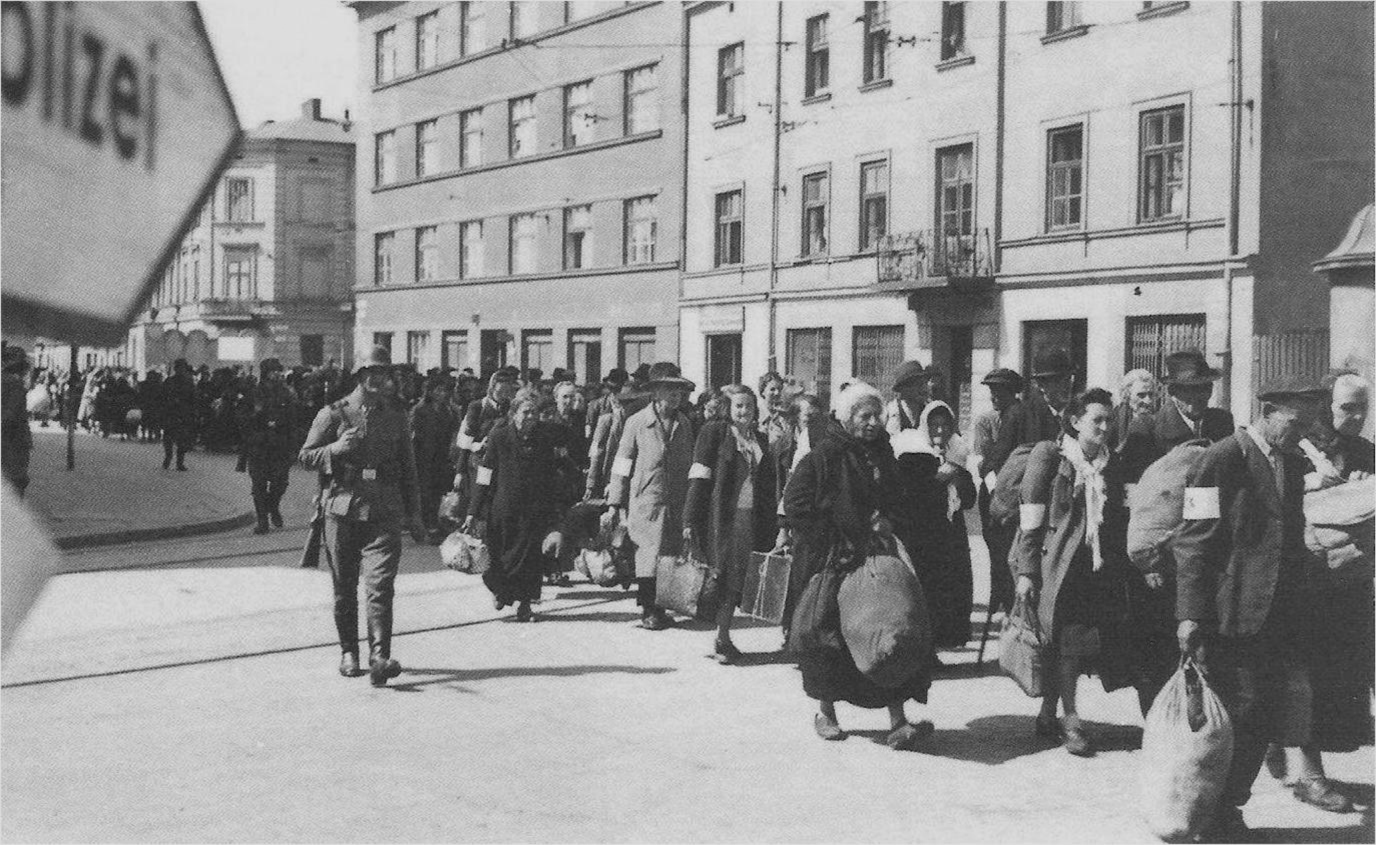
Colonne de Juifs captifs surveillés par les gardes SS, marchant sur l'artère principale du ghetto pour être transportés vers les camps d'extermination, lors de la liquidation du ghetto, mars 1943.

La première évacuation du ghetto a lieu en juin 1942, organisée par Julian Scherner, et la suivante en octobre de la même année.
Sous le prétexte d'expulser 1 500 Juifs de Cracovie vers le camp de travail forcé de Plaszow, les habitants étaient déportés vers les camps de la mort, dans le cadre de l'opération Reinhard. Des milliers de Juifs sont transportés au cours des mois suivants dans le cadre de l'Aktion Krakau dirigée par le SS - Oberführer Julian Scherner. Les Juifs sont d'abord rassemblés sur la place Zgody, puis escortés jusqu'à la gare de Prokocim.

Le 1er et le 6 juin 1942, 7 000 Juifs passent par Plaszow, où environ 1 000 Juifs sont assassinés par les autorités du camp, avant d'être déportés au centre d'extermination de Belzec. Le 28 octobre 1942, 6 000 Juifs sont déportés, soit environ la moitié de ceux qui restaient dans le ghetto. 600 Juifs, dont une moitié d'enfants, sont fusillés dans le ghetto pendant les opérations. Pendant les opérations de déportation, la place Zgody et l'usine Optima sont les principaux lieux de rassemblement. 

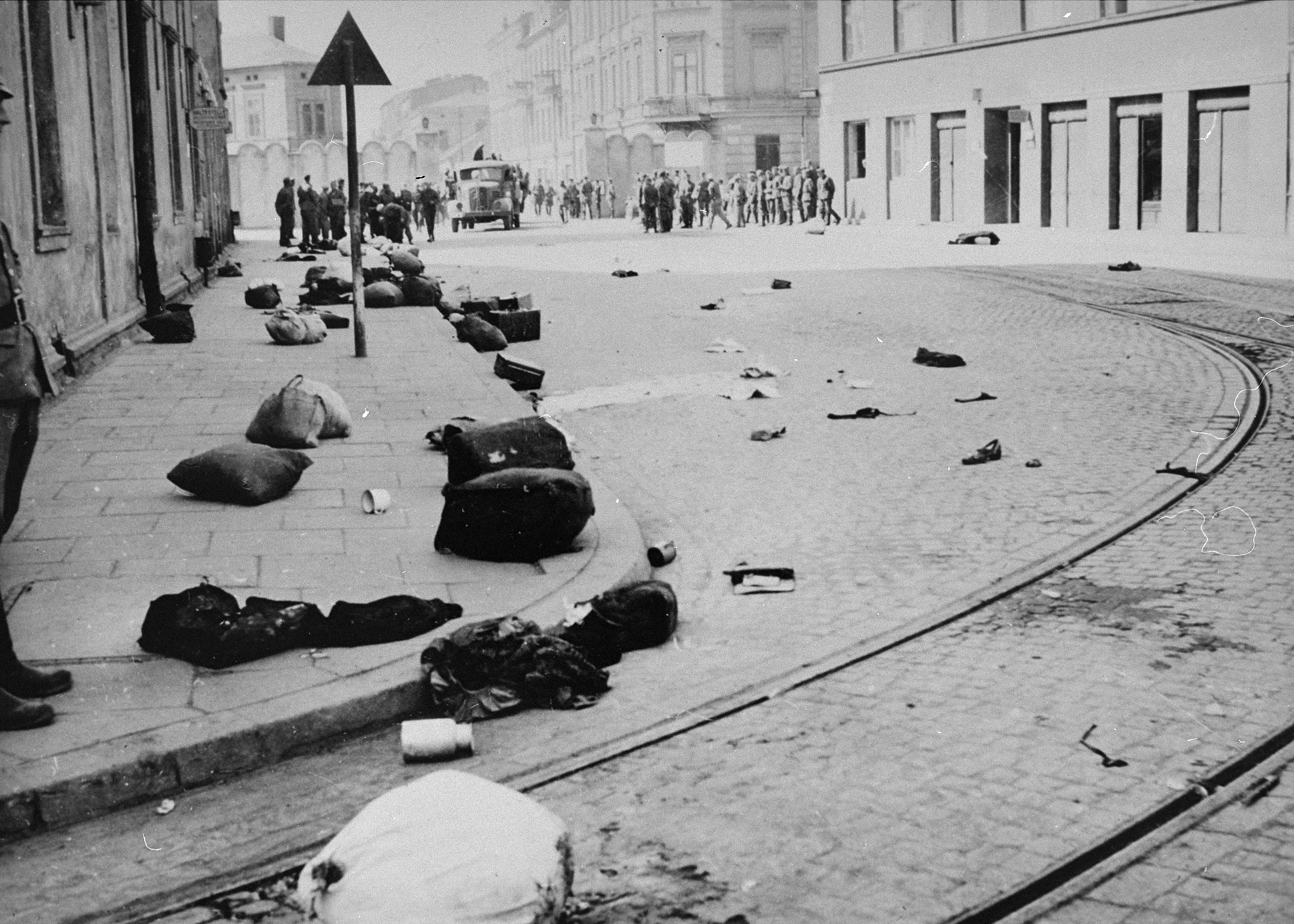
Liquidation du ghetto de Cracovie, mars 1943.

Finalement, le 13 et 14 mars 1943, le ghetto est totalement liquidé sous le commandement du SS - Untersturmführer Amon Göth. Deux mille Juifs jugés aptes au travail sont transportés au camp de travail de Płaszów. Les personnes jugées inaptes au travail – quelque 2 000 vieillards, enfants et malades – sont tuées dans les rues du ghetto ces jours-là, à l'aide d'auxiliaires de police « hommes de Trawniki » ou sont déportées à Plaszow, Bełżec ou Auschwitz-Birkenau (proche de 60 km).  Les 3 000 restants sont envoyés à Auschwitz d'où la grande majorité d'entre eux ne sont jamais revenus.

### Après la liquidation
« Cracovie reste le siège administratif du Gouvernement général jusqu'à l'évacuation de la ville par les Allemands le 17 janvier 1945. Les forces soviétiques entrent dans Cracovie deux jours plus tard, le 19 janvier 1945 ».

### Pogroms après la guerre
« Après la guerre, 4 282 Juifs refont surface à Cracovie. Début 1946, des Juifs revenant d'Union soviétique augmentent la population de la ville à environ 10 000 personnes. Des pogroms en août 1945 et en 1946, ainsi que nombre de meurtres individuels de Juifs, conduisent beaucoup de Juifs à l'émigration. Au début des années 1990, il ne restait plus à Cracovie que quelques centaines de Juifs » .

## Justes parmi les Nations
Plus de 200 Polonais non-juifs ont contribué au sauvetage de Juifs du ghetto de Cracovie et après la guerre, reçoivent le titre de Justes parmi les nations, décerné par l'institut Yad Vashem en Israël.
Peu avant la liquidation du ghetto, le sergent Oswald Bosko, membre de la police allemande, contribua à sauver des centaines d'enfants, puis, après la liquidation, vint en aide à des familles cachées. Plus tard arrêté, jugé pour désertion, trahison et falsification de documents, il est condamné à mort par un tribunal de la SS et de la police. Bosko est envoyé au camp de concentration de Gross-Rosen où il est fusillé le 18 septembre 1944. L'État d'Israël le reconnaît Juste parmi les nations le 18 février 1964.

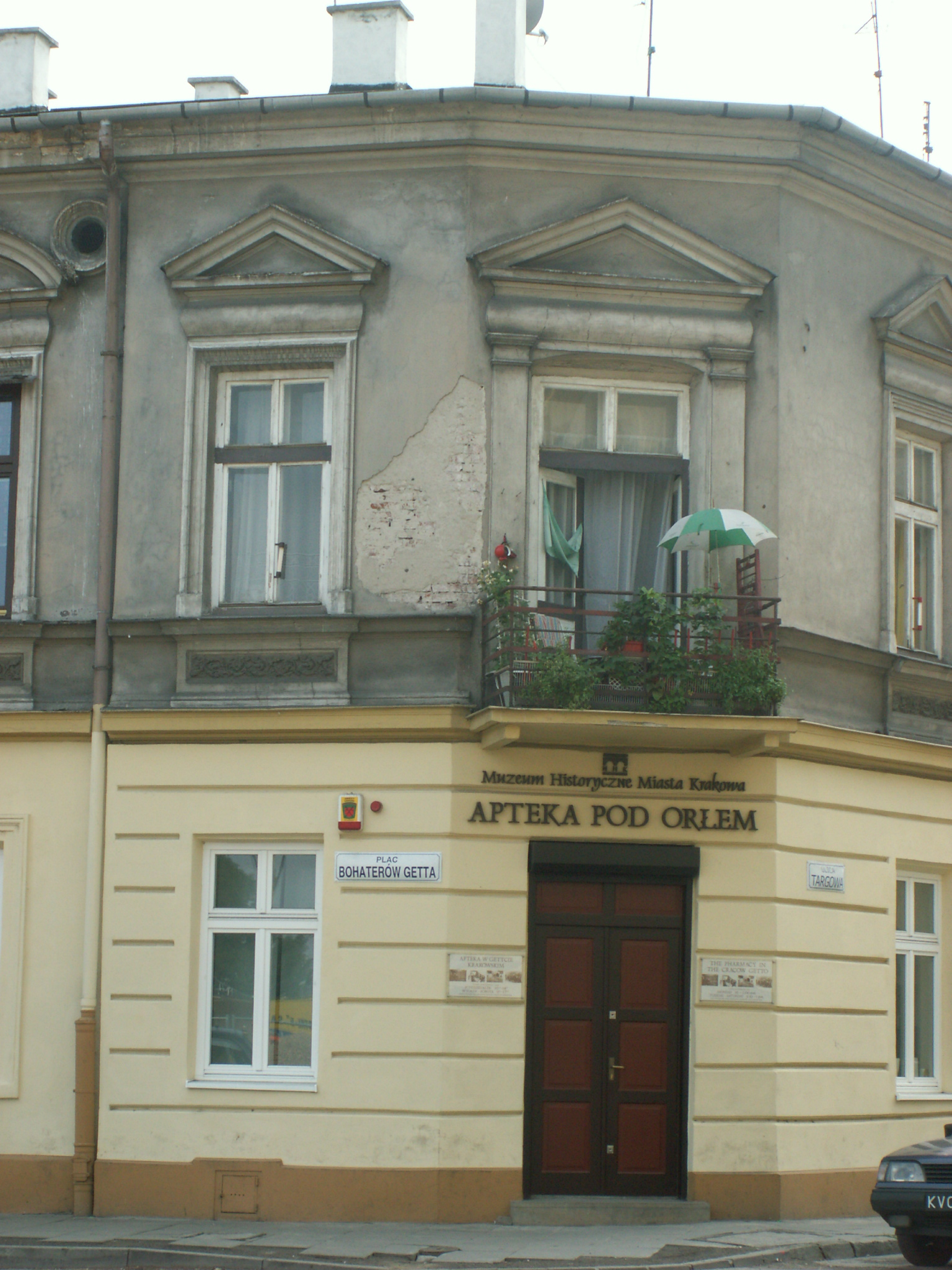
La pharmacie Sous l’aigle de Pankiewicz

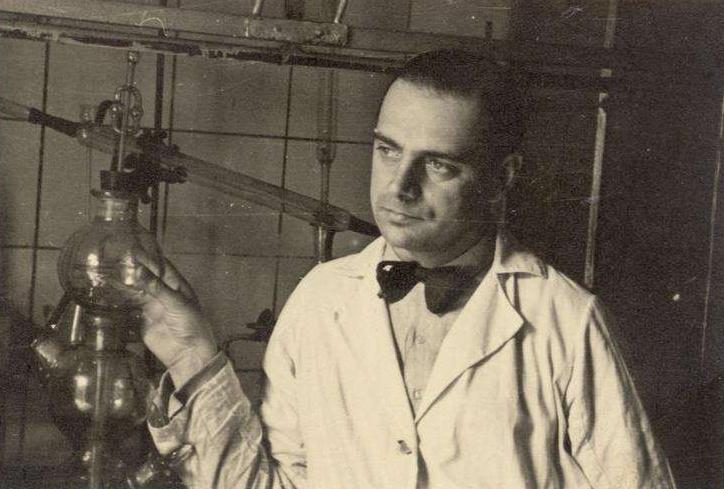
Tadeusz Pankiewicz dans sa pharmacie, 1941

La seule pharmacie enfermée dans les limites du ghetto de Cracovie appartenait au pharmacien catholique romain polonais Tadeusz Pankiewicz, le seul qui ait refusé de déménager dans la partie « aryenne » de Cracovie. Il a fourni ses rares médicaments et tranquillisants (pour calmer les enfants lors des raids de la Gestapo) aux habitants du ghetto, souvent gratuitement (les Juifs n'ayant pas le droit d'avoir de l'argent), de l'alcool, ainsi que des teintures capillaires pour ceux qui devaient déguiser leur identité, qui ont contribué à leur survie. Sa pharmacie est devenue un lieu de rencontre et une plaque tournante de l'activité clandestine. Pankiewicz et son équipe, Irena Drozdzikowska, Helena Krywaniuk et Aurelia Danek, ont risqué leur vie pour entreprendre de nombreuses opérations clandestines : faire passer de la nourriture et des informations, ou offrir un abri sur place aux Juifs menacés. En reconnaissance de ses actes héroïques en aidant d'innombrables Juifs dans le ghetto pendant l'Holocauste, il reçoit le titre de Juste parmi les Nations par l'institut Yad Vashem, le 10 février 1983. Pankiewicz est également l'auteur d'un livre décrivant, entre autres événements, la liquidation du ghetto : La Pharmacie du ghetto de Cracovie,. Cette pharmacie apparaît dans le film  aux Oscars, La Liste de Schindler. Elle abrite aujourd'hui le Musée du Ghetto dans le quartier de Podgórze à Cracovie.
La liste de plusieurs dizaines de Justes polonais de Cracovie comprend Maria et Bronisław Florek qui vivaient rue Czyżówka et sauvèrent les familles Goldberger et Nichtberger. Notamment, Maria Florek a fait passer en contrebande de faux papiers d'identité obtenus à l'usine Emalia d'Oskar Schindler (à son insu), pour les Juifs cachés du « côté aryen » de Cracovie. Les Florek accèdent au titre de Juste parmi les nations, décerné par Yad Vashem le 1er juillet 1992.

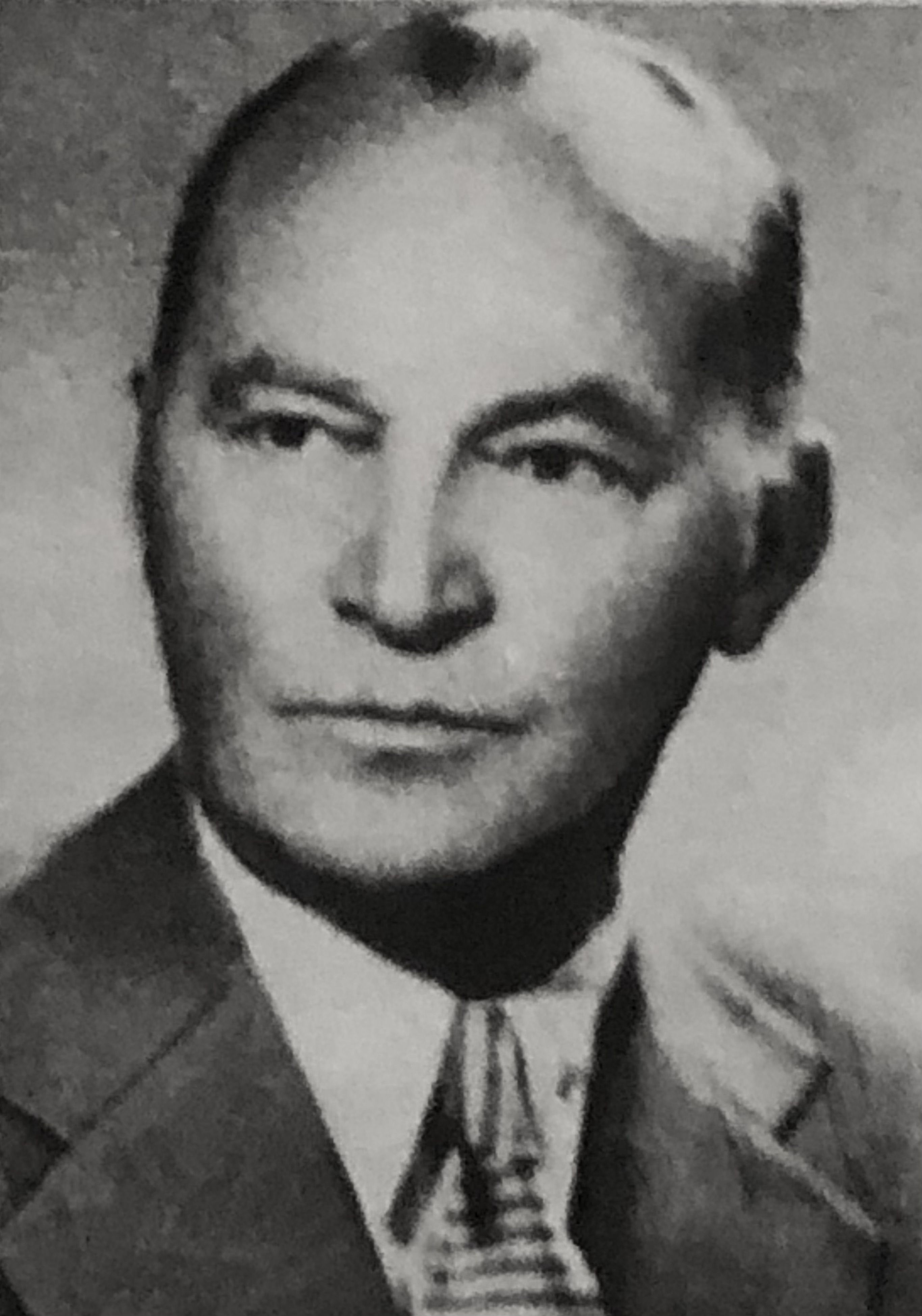
Ferdynand Marek Arczynski, sauveteur de Juifs auprès de la Żegota.

Ferdynand Marek Arczynski, connu dans la clandestinité sous le nom de « Marek », devient membre de Żegota (Conseil d'aide aux Juifs) à partir de 1943. Habitant Cracovie et représentant du Parti démocrate clandestin (SD - Stronnictwo Demokratyczne), Marek se consacre au sauvetage de ses compatriotes juifs. Il dirige le « Service de la légalisation » (Referat legalizacyjny) qui produisait de faux documents distribués aux Juifs sous la garde de Żegota. Les témoignages d'activistes juifs clandestins qui étaient en contact direct avec Marek montrent que ce dernier méprisait les risques auxquels il était exposé et que de nombreux Juifs lui doivent la vie. En 1965, il visite Israël et le 18 mai 1965, Yad Vashem le reconnaît comme Juste parmi les nations. Il reçoit son titre sur place.
Władysław Budyński, qui a fourni une aide sans rémunération même à de parfaits inconnus, a fini par épouser une fille juive, Chana Landau en 1943, mais ils ont été capturés par la Gestapo en 1944 et déportés dans différents camps de concentration. Tous deux ont survécu, se sont réunis à Cracovie et en 1969, ont émigré en Suède. Yad Vashem promeut Budyński au titre de Juste parmi les nations le 17 juillet 1982,.
La gynécologue polonaise, le Dr Helena Szlapak, a transformé sa maison de la rue Garbarska en un lieu sûr pour les Juifs victimes de la traite humaine et pour la distribution de documents falsifiés ainsi que de messages secrets et de stockage de photographies d'Auschwitz. Elle a collaboré avec Żegota, s'est occupée des juifs malades qui se cachaient et les a placés dans des hôpitaux sous de fausses identités. Elle est reconnue Juste parmi les nations le 29 mars 1979.

## Galerie

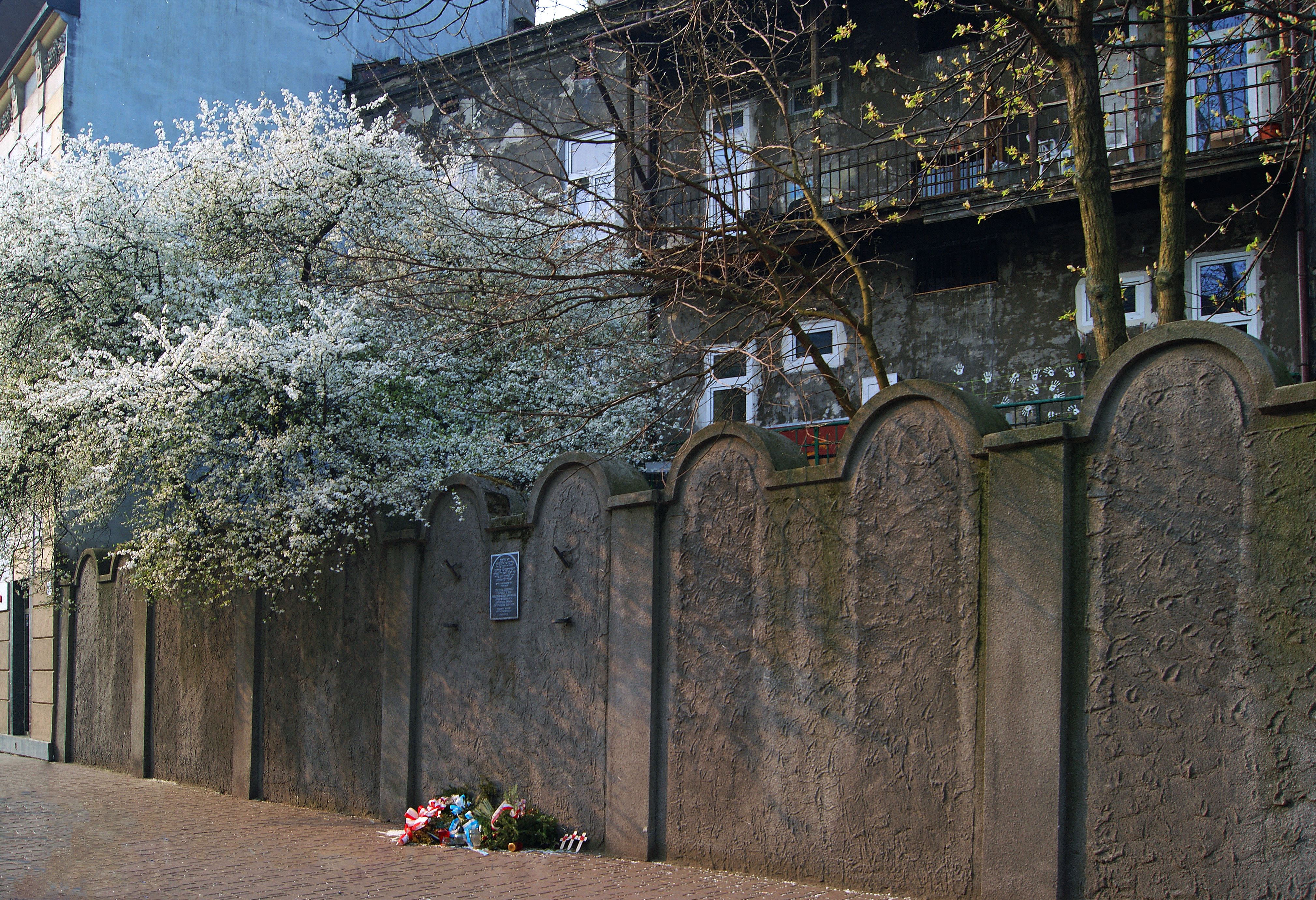
Fragments conservés aujourd'hui d'un mur du ghetto, rue Lwowska 27.
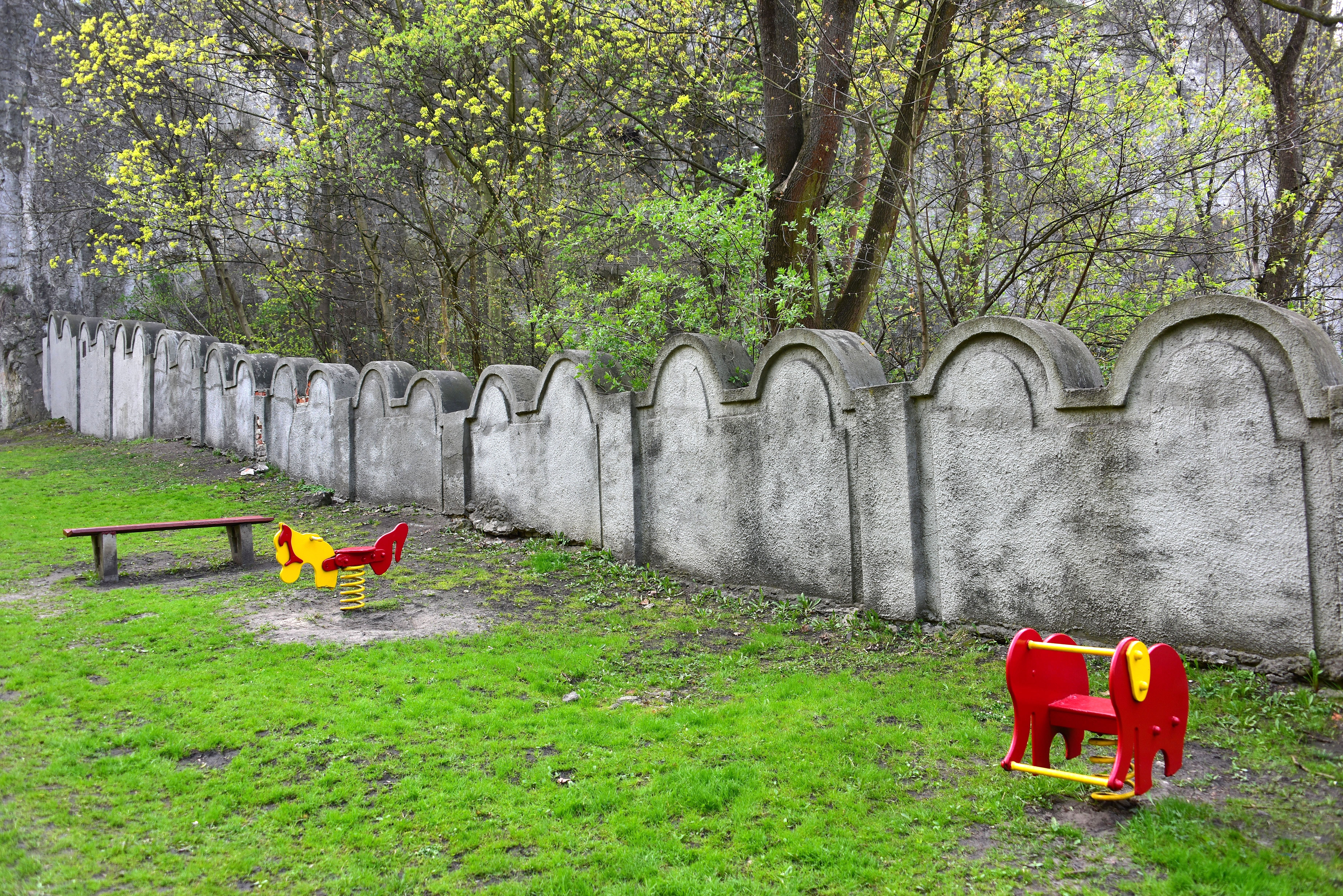
Fragments conservés aujourd'hui d'un mur du ghetto - lui-même construit par le travail forcé de Juifs d'alors, ul. Limanowskiego 62.
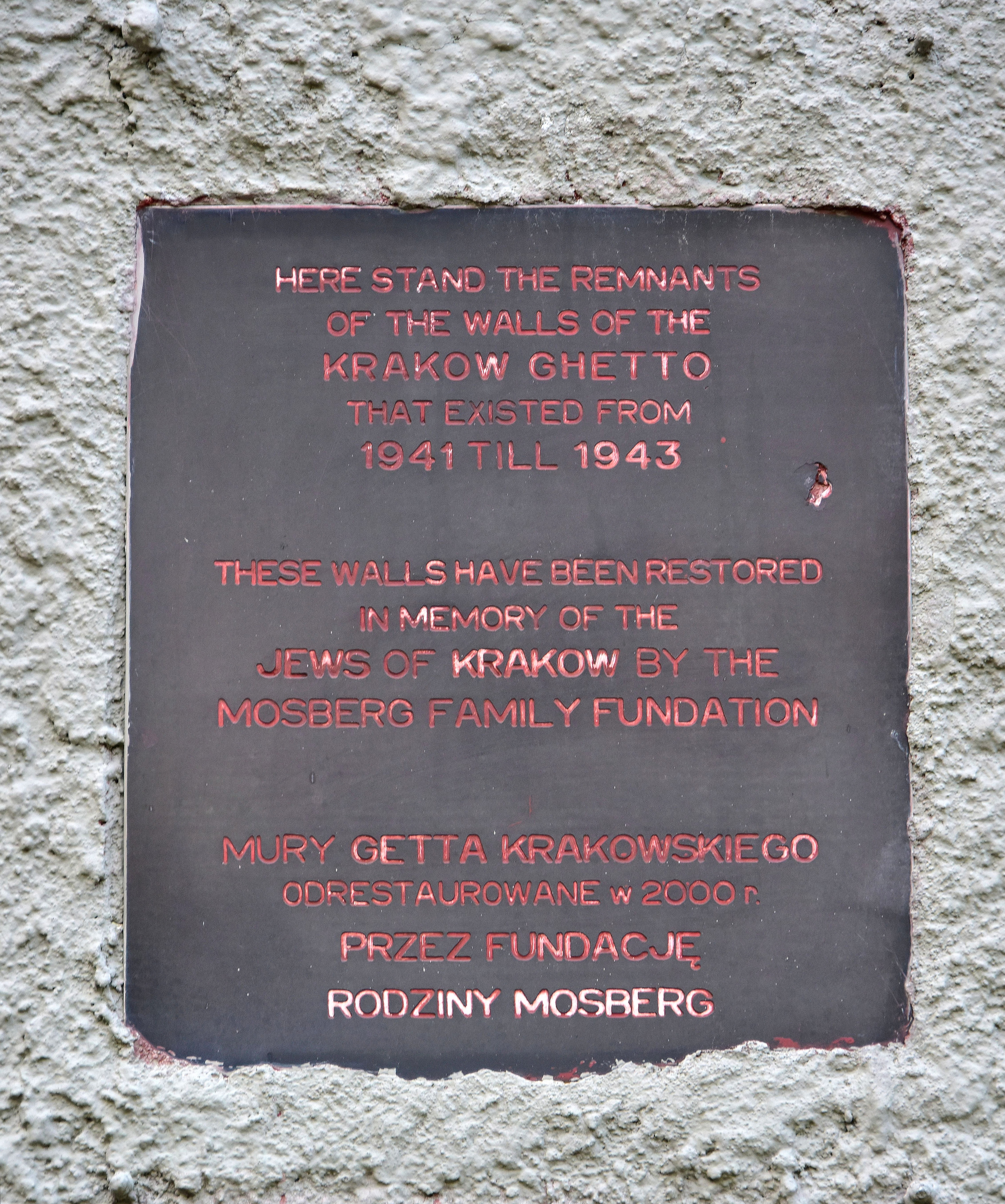
Plaque commémorative du ghetto
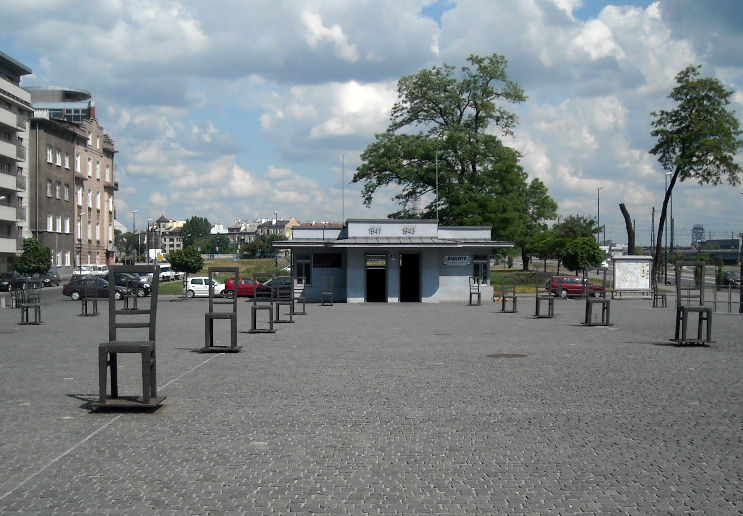
Musée du ghetto et de la déportation durant la Shoah, quartier de Podgórze à Cracovie. Chaque chaise en acier représente 1 000 victimes.

## Personnalités
Le cinéaste Roman Polanski a vécu une partie de son enfance dans le ghetto de Cracovie, avant la déportation de sa famille à Auschwitz.
« Mon propre sentiment, écrit Polański, était que si seulement on pouvait leur expliquer que nous n'avions rien fait de mal, les Allemands se rendraient compte que tout cela était un gigantesque malentendu ».
Roma Ligocka, décoratrice, artiste et auteur polonaise, cousine germaine de Roman Polański, qui, petite fille, est enfermée avec les siens dans le ghetto en mars 1941, à l'âge de trois ans, et parvient à s'en évader avec sa mère, en 1943, a été sauvée et a survécu au ghetto. Elle a écrit un roman basé sur son expérience et la poursuite de sa vie, La fille au manteau rouge : un mémoire,.
Mordechai Gebirtig, l'un des compositeurs de chansons et de poèmes yiddish les plus influents et populaires, est transféré avec sa famille au ghetto de Cracovie en mars 1942, où les Nazis le fusillent le 4 juin 1942.
Miriam Akavia (en)née Matylda Weinfeld, écrivaine israélienne, survit au ghetto de Cracovie et aux camps de concentration de Płaszów, d'Auschwitz et de Bergen-Belsen. Après une convalescence en Suède, elle émigre en Palestine mandataire en 1946. Elle promeut le dialogue judéo-chrétien-polonais en organisant des rencontres entre les adolescents des deux pays afin de désamorcer leurs stéréotypes.
Dermatologue renommé et co-découvreur du syndrome de Reye, le Dr Jim Jacob Baral était aussi un survivant du ghetto de Cracovie. Sa mère l'avait poussé, lui et son frère Martin, sous les barbelés pour se cacher chez un sauveteur polonais qui les a emmenés à Bochnia où leur mère et leur sœur les ont rejoints plus tard.  
Bernard Offen (en), né en 1929 à Cracovie, a survécu au ghetto et à plusieurs camps de concentration nazis.
L'écrivain et poétesse Zuzanna Ginczanka née Polina Gincburg et son mari quittent le ghetto de Lvov pour le ghetto de Cracovie en septembre 1942. Zuzanna est arrêtée et abattue dans une prison en janvier 1945.
Le sous-lieutenant Jerzy Zakulski (en), avocat et membre des Narodowe Siły Zbrojne (NSZ, Forces armées nationales) à Cracovie occupée par les Allemands est condamné à mort par des responsables staliniens et exécuté dans la Pologne d'après-guerre sous contrôle soviétique sur de fausses accusations d'être un espion ennemi. Une survivante juive de Cracovie, Maria Błeszyńska née Bernstein, a tenté de sauver la vie de Zakulski en remerciement pour son sauvetage et celui de sa fille pendant la Shoah. La lettre certifiée qu'elle a envoyée au tribunal militaire régional de Varsovie a été rejetée, ainsi que l'appel à la clémence présidentielle.

## Filmographie
- Steven Spielberg, La Liste de Schindler, 1993.